# إيغور بلياكوف
إيغور بلياكوف (بالروسية: Беляков, Игорь Игоревич)‏ هو لاعب كرة قدم روسي في مركز الهجوم، ولد في 25 أبريل 1994 في مدينة كورغان في روسيا. لعب مع نادي فولغا نيجني نوفغورود ونادي نيجني نوفغورود.

## وصلات خارجية
- إيغور بلياكوف على موقع قاعدة بيانات كرة القدم.إي يو (الإنجليزية)
- إيغور بلياكوف على موقع Soccerway.com (الإنجليزية)
- إيغور بلياكوف على موقع عالم كرة القدم.نت (الإنجليزية)